# Charles Lemaresquier

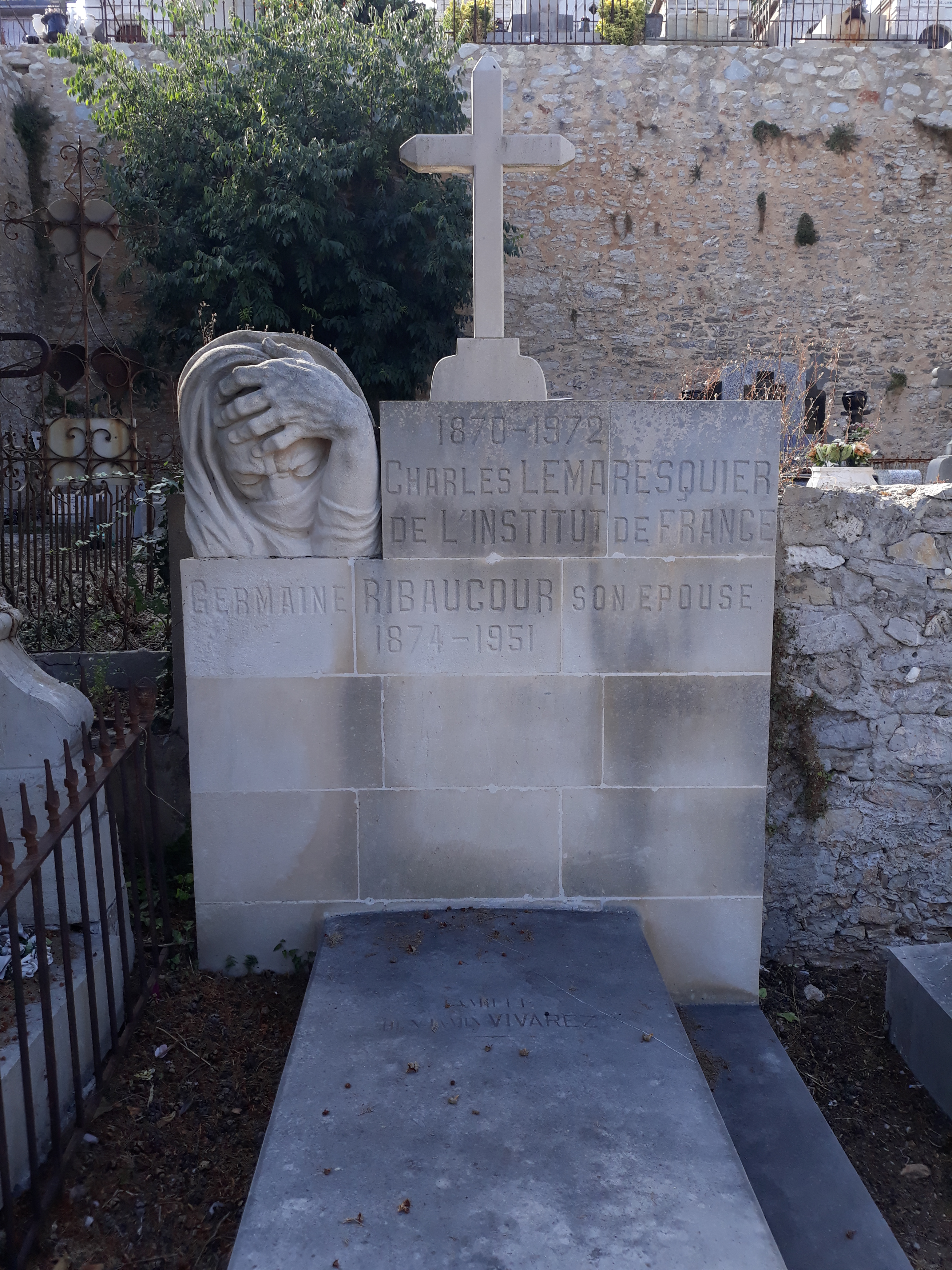
Sépulture de Charles Lemaresquier et son épouse Germaine Ribaucour au Cimetière marin, Sète.

Charles Henri-Camille Lemaresquier, né à Sète le 16 octobre 1870 et mort à Paris 16e le 6 janvier 1972, est un architecte français.
Il est inhumé au cimetière marin de Sète. La ville de Sète lui rend hommage en baptisant de son nom le quai Charles-Lemaresquier.

## La jeunesse
Charles Lemaresquier naît dans une famille d'artistes. Il est le fils de Louis Sébastien Lemaresquier, né en 1843, artiste peintre et affichiste, et d'Antoinette Gracia, née en 1844, professeur de musique.
En 1886, Charles Lemaresquier, à l'âge de 16 ans entre comme garçon de bureau chez l'architecte Morsan à Paris. Morsan, remarquant que le jeune Charles passe tout son temps à dessiner, l'incite à se tourner vers l'École des beaux-arts. En 1888, il y est reçu et intègre dans le même temps le cabinet de l'architecte André, cabinet auquel appartient déjà Victor Laloux. En 1890, au décès de l'architecte André, Victor Laloux reprend le cabinet.
À partir de 1890, Charles Lemaresquier enchaîne les succès : il obtient deux fois une première mention, sept médailles de première classe, le prix Chenavard, et est retenu deux fois comme logiste (élève des Beaux-arts admis à concourir en loge pour le prix de Rome).

## Le praticien

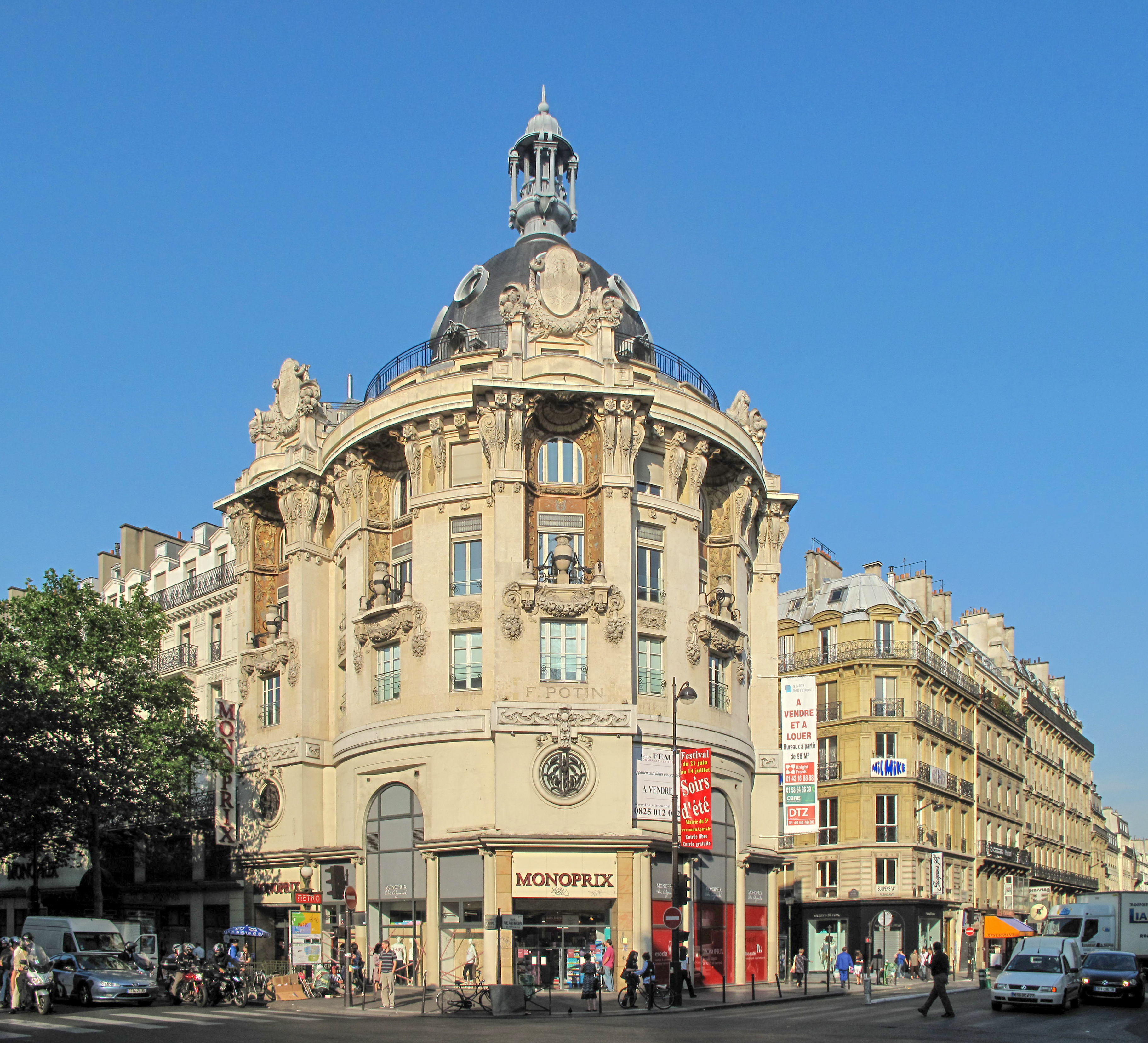
Le siège historique de Félix Potin, à l'angle de la rue Réaumur et du boulevard de Sébastopol à Paris.

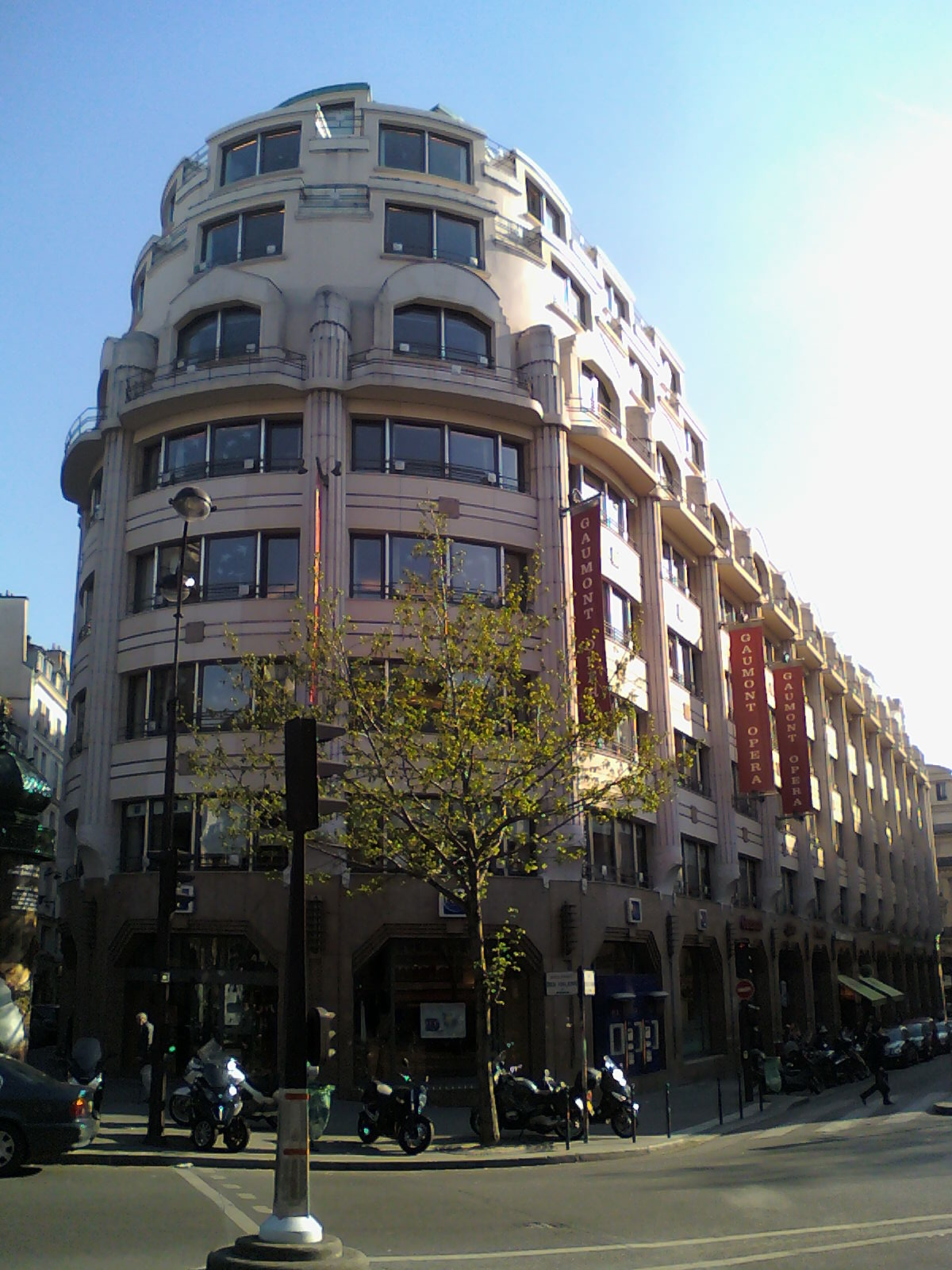
Le palais Berlitz sur le boulevard des Italiens à Paris.

L'Atelier Laloux-Lemaresquier est né : les architectes français sont associés et amis. Durant sa carrière d'architecte, Charles Lemaresquier exerce en parallèle diverses activités au service de l'État. Il est successivement nommé architecte en chef, des bâtiments civils, des Palais Nationaux, du domaine de Rambouillet, des bâtiments du ministère de la Marine, de l'École nationale de l'Agriculture... 
Élève, ami puis successeur à l'École des beaux-arts de Paris, du premier grand prix de Rome Victor Laloux (1850-1937), Charles Lemaresquier est élu membre de la 3e section (Architecture) de l'Académie des beaux-arts, au fauteuil no 6, succédant à Victor Laloux .
Les œuvres importantes de Charles Lemaresquier se situent toutes en France :
- le siège central de Félix Potin à Paris, 1910, no 51 rue Réaumur[2] ;
- le magasin Félix Potin de Neuilly-sur-Seine, 159 avenue du Roule[3] ;
- le Cercle militaire[4], 1927, place Saint-Augustin à Paris ;
- l'hôtel et l'Imprimerie des Journaux officiels, rue Saint-Saëns à Paris ;
- le palais Berlitz, entre le boulevard des Capucines, la rue Louis-le-Grand, la rue de la Michodière et la rue de Hanovre à Paris[5] ;
- l'hôtel de l'agence Havas à Paris ;
- l'école vétérinaire à Toulouse ;
- l'hôpital Sainte-Anne à Paris ;
- l'école des mécaniciens de la Marine à Saint-Mandrier-sur-Mer ;
- la gendarmerie maritime à Toulon ;
- l’hôtel des Palmiers à La Baule (avec Fernand Colin[6]).

## L'enseignant
En tant qu'enseignant, Charles Lemaresquier formera de nombreux architectes, dont Michel Jantzen (qui sera nommé à son tour, architecte en chef). Il fut le professeur de Ngô Viết Thụ à l'École nationale supérieure des beaux-arts de Paris.

## Le dessinateur et aquarelliste
À l'âge de 60 ans, il rentre à l'Académie de la Grande Chaumière, reprend des cours de dessin, dessine, au crayon, au fusain, à l'aquarelle, des nus. Durant cette période, il voyage : Sallanches, la Côte d'Azur, Sète, le Massif central, Dourdan (ville où il a vécu de nombreuses années)… et donne libre cours à son inspiration. Admirateur de Seurat, les contrastes, et son grand talent, feront de lui un véritable artiste, traitant aussi bien le nu que le paysage de façon quelquefois aussi inattendue que magistrale. Cette période de « l'après », cette passion du dessin, qui lui a permis d'être remarqué comme garçon de « bureau-dessinateur », le rattrape enfin à l'âge de 60 ans… avec de nombreux petits chefs-d'œuvre. Le musée de Sète conserve de lui deux aquarelles (extrait du Benezit)

## Descendance
Charles Lemaresquier épouse en 1900, Germaine Ribaucourt (1874-1951), fille d'un mathématicien. De cette union vont naître quatre enfants, dont Noël Le Maresquier, lui-même architecte, qui le secondera puis lui succédera comme patron d'atelier à l'École nationale supérieure des beaux-arts de Paris et le rejoindra à l'Académie des beaux-arts de l'Institut de France. Par sa fille, Anne-Marie Lemaresquier, qui épousera Michel Debré, il est le grand-père maternel de Jean-Louis Debré et Bernard Debré.